# Signori, il delitto è servito
(Tagline del film.)
Signori, il delitto è servito (Clue) è un film del 1985 diretto da Jonathan Lynn.
Il film è la prima trasposizione cinematografica di un gioco di società, il celebre Cluedo della Parker Brothers.

## Trama
Nel 1954, sei persone sono invitate a una cena in una misteriosa villa del New England. Vengono ricevute dal maggiordomo, Wadsworth, il quale ricorda loro che a ciascuno è stato assegnato uno pseudonimo per proteggere la vera identità.
Il settimo ospite, il signor Boddy, arriva durante la cena. In casa sono presenti la signora Ho, la cuoca cinese, e Yvette, la cameriera francese.
Dopo la cena, riuniti gli ospiti nello studio, Wadsworth rivela che i sei ospiti hanno in comune il fatto di essere ricattati da Boddy:
- Signora White: vedova di un fisico nucleare, trovato morto in circostanze poco chiare.
- Professor Plum: psichiatra radiato dall'ordine dei medici perché sospettato di aver abusato di una paziente; lavora per l'Organizzazione Mondiale della Sanità.
- Signora Peacock: moglie di un senatore sospettato di corruzione.
- Signorina Scarlett: direttrice di un bordello illegale a Washington.
- Colonnello Mustard: cliente della signorina Scarlett; lavora per il Pentagono.
- Signor Green: omosessuale non dichiarato; lavora per il Dipartimento di Stato.

Presto arriverà la polizia, chiamata da Wadsworth, a cui ognuno potrà denunciare il signor Boddy. Quest'ultimo però ricorda agli ospiti che la denuncia alle autorità porterebbe alla luce i loro segreti e li umilierebbe. Così consegna a ognuno degli ospiti un'arma (candelabro, corda, tubo di piombo, chiave inglese, pugnale, pistola) e suggerisce di uccidere Wadsworth. La luce nello studio si spegne. Si sente un colpo, poi un corpo che stramazza a terra, quindi uno sparo che rompe un vaso, seguito da un urlo.
Quando la luce si riaccende, il corpo sulla moquette dello studio non è di Wadsworth ma del signor Boddy.
Cercando di limitare i danni e di scoprire il colpevole, gli ospiti si imbatteranno in nuovi personaggi (e in nuovi omicidi) con sorprendenti colpi di scena, fino alla rivelazione finale.
In tutto vengono commessi sei omicidi, ciascuno con un'arma differente:
- Il signor Boddy, colpito alla testa con il candelabro
- La cuoca, pugnalata
- Un automobilista di passaggio, ucciso con la chiave inglese
- Yvette, strangolata con la corda
- Un poliziotto sopraggiunto per indagare, con il tubo di piombo
- Una ragazza che consegna un telegramma, con la pistola

## Finali alternativi
Particolarità del film sono i tre finali alternativi, svelati da Wadsworth. Nella versione televisiva e in VHS i tre finali vengono mostrati uno dopo l'altro, dove i primi due sono indicati come possibili e il terzo come vero. Nella versione in DVD è data la possibilità di scegliere un finale qualsiasi prima dell'inizio del film. Un quarto finale era previsto, ma non venne inserito nella versione finale perché, secondo il regista, prolungava eccessivamente la durata del film.
In ognuno dei tre finali, tutte le vittime erano conoscenti di uno dei possibili assassini:
- Il signor Boddy era il loro ricattatore
- Yvette era l'amante del marito della Sig.ra White e lavorava per la Sig.rina Scarlett.
- La signora Ho era la cuoca della Sig.ra Peacock.
- L'automobilista lavorava per il Colonnello Mustard.
- Il poliziotto era un cliente della Sig.rina Scarlett
- La ragazza del telegramma era una paziente del Professor Plum.

Nel primo finale, Yvette uccide la cuoca e il Sig. Boddy, e la Sig.rina Scarlett uccide Yvette, l'automobilista, il poliziotto e la ragazza del telegramma.
Nel secondo finale, la Sig.ra Peacock uccide tutte e sei le vittime, per paura che il Sig. Boddy abbia parlato di lei a loro.
Nel terzo finale, il Professor Plum uccide il Sig. Boddy, la Sig.ra Peacock pugnala la cuoca, il Colonnello Mustard uccide l'automobilista, la Sig.ra White strangola Yvette e la Sig.rina Scarlett colpisce alla testa il poliziotto. Allora tutti pensano che sia il Sig. Green ad aver sparato alla ragazza nell'ingresso, ma in realtà è stato Wadsworth ad averla uccisa. Allora il Sig. Green spara a Wadsworth e si scopre che Wadsworth è il ricattatore, il Sig. Boddy è il suo maggiordomo e che il Sig. Green è un agente dell'FBI.
Il quarto finale era stato girato, salvo poi essere rimosso dal montaggio finale perché reputato non abbastanza buono dal regista. In questo finale tutti gli omicidi erano stati commessi da Wadsworth, il quale aveva agito in preda ad una mania di perfezione: dal momento che aveva fallito nell'essere un marito perfetto e un maggiordomo perfetto, l'uomo aveva deciso di diventare l'assassino perfetto.

## Personaggi
- Wadsworth: protagonista del film, è il maggiordomo che accoglie i sette ospiti e in seguito tiene le redini della vicenda agendo da vero e proprio detective, nonostante i continui rimandi degli ospiti al fatto che anche lui è un sospettato al pari di tutti. Nei due finali possibili mantiene questo ruolo smascherando i vari colpevoli proposti, nel finale vero invece si scopre non solo che è il sesto assassino (colui che ha ucciso la ragazza del telegramma con la pistola), ma anche che è lui il vero ricattatore, il signor Boddy, mentre il vero maggiordomo Wadsworth era l'uomo precedentemente ucciso dal professor Plum; poco dopo viene ucciso dal signor Green per mettere fine ai ricatti. È interpretato da Tim Curry.
- Colonnello Mustard: il primo ospite ad arrivare nella casa. Come il nome suggerisce, è un vero colonnello che ha fatto la guerra, attualmente ha una carica di prestigio al Pentagono. Viene ricattato dal signor Boddy perché cliente del bordello della signorina Scarlett, e viene inoltre rivelato che in tempo di guerra aveva venduto delle radio militari al mercato nero, diventando talmente ricco da potersi permettere una macchina di costo superiore al suo normale stipendio. Nei due finali possibili risulta innocente, mentre nel finale vero uccide l'automobilista (che in passato era stato il suo autista) nel salotto, colpendolo alla testa con la chiave inglese datagli da Boddy. È interpretato da Martin Mull.
- Signora White: la seconda ospite in ordine di arrivo. È una smaliziata vedova di ben cinque mariti, di cui il primo illusionista e il secondo fisico nucleare; è ricattata dal signor Boddy perché suddetti mariti sono tutti scomparsi misteriosamente, probabilmente per mano della stessa White. Nei due finali possibili risulta innocente, mentre nel finale vero uccide la cameriera Yvette, strangolandola nella sala da biliardo con la corda datale da Boddy, perché la odiava per aver avuto una storia con suo marito. È interpretata da Madeline Kahn.
- Signor Green: il terzo ospite, un uomo particolarmente imbranato e nervoso che lavora per il Dipartimento di Stato: è ricattato dal signor Boddy perché è un omosessuale non dichiarato. Risulta innocente in tutti e tre i finali, in particolare nel terzo (quello vero) in cui si scopre essere l'unico degli ospiti a non aver ucciso nessuno; inoltre smaschera Wadsworth e gli spara uccidendolo per impedirgli di continuare a ricattare gli ospiti, dopodiché si rivela essere un'agente dell'FBI. È interpretato da Michael Mckean.
- Signora Peacock: la quarta ospite; è una loquace signora di mezz'età moglie di un senatore di cui non si rivela il nome, viene ricattata dal signor Boddy perché lei è suo marito sono sospettati di corruzione, cosa che la Peacock tende a negare. Nel primo finale possibile risulta innocente, mentre nel secondo finale ha commesso tutti e sei i delitti per paura che la signora Ho (che in passato era stata sua cuoca) abbia parlato di lei agli altri informatori di Boddy; infine, nel finale vero, uccide soltanto la cuoca, probabilmente per gli stessi motivi, con il pugnale datole da Boddy. È interpretata da Eileen Brennan.
- Signorina Scarlett: la quinta ospite, arriva insieme al professor Plum perché la sua macchina si rompe durante il tragitto verso la villa e scopre che anche lui si sta recando lì quando gli chiede un passaggio. È una splendida e seducente giovane donna, direttrice di un bordello illegale a Washington, motivo per il quale è ricattata dal signor Boddy. Nel corso del film viene rivelato che Mustard era un suo cliente, Yvette lavorava per lei, è il poliziotto che si ferma alla villa era stato da lei corrotto per continuare la sua attività. Nel primo finale possibile è l'assassina delle ultime quattro vittime (l'automobilista, Yvette, il poliziotto e la ragazza del telegramma), mentre Yvette dietro suo ordine aveva ucciso Boddy e la signora Ho, ma viene infine arrestata grazie al temporeggiamento di Wadsworth; nel secondo finale possibile è innocente, mentre nel finale vero uccide soltanto il poliziotto, colpendolo alla testa con il tubo di piombo. È interpretata da Lesley Ann Warren.
- Professor Plum: il sesto ospite, arriva insieme alla Scarlett in quanto lei gli ha chiesto un passaggio in macchina fino alla villa. È uno psichiatra con il così chiamato da Wadsworth “vizio delle donne” (tratto che manifesta anche nei confronti di Scarlett) che lavora attualmente all'Organizzazione Mondiale della Sanità; è ricattato dal signor Boddy perché sospettato di aver abusato di alcune sue pazienti, cosa che l'ha fatto radiare dall'Ordine dei Medici. Nei due finali possibili risulta innocente, mentre nel finale vero si scopre che ha ucciso il signor Boddy, prima cercando di sparargli, poi riuscendo a colpirlo alla testa con il candelabro e nascondendolo nella toilette. È interpretato da Christopher Lloyd.

## Slogan promozionali
- «It's Not Just a Game Anymore.»
- «Omicidio, Follia, Mistero e Caos. Più divertente di quanto si possa immaginare.»
- «Sette indagati, sei armi, cinque corpi e tre finali.»
- «"Cluedo" non è solo un gioco da tavolo, è molto di più!»

## Produzione
L'idea di un film con finali multipli che si ispirasse a Cluedo fu del soggettista John Landis, tuttavia la sceneggiatura vera e propria fu ultimata soltanto da Jonathan Lynn. In un primo momento erano state eseguite delle scelte differenti per quanto riguarda il cast: Carrie Fisher avrebbe dovuto interpretare Miss Scarlett, tuttavia non ha potuto farlo perché impegnata in un programma di riabilitazione a causa della sua tossicodipendenza; per il ruolo di Wadsworth era stato invece selezionato Leonard Rossiter, che è tuttavia morto prima che iniziassero le riprese. Le riprese si sono svolte principalmente nei Paramount Studios. Molti oggetti impiegati per l'arredamento del set fanno parte di facoltose collezioni private, inclusa una facente parte dell'eredità lasciata da Theodore Roosevelt.

## Distribuzione
Il film è stato distribuito nelle sale cinematografiche statunitensi il 13 dicembre 1985. Il 10 aprile 1986 è stato distribuito in Australia, il 7 maggio 1986 in Francia, l'8 maggio 1986 in Italia e il 9 maggio 1986 in Finlandia, Svezia e Germania. Il 19 giugno 1986 a Hong Kong, il 23 giugno 1986 in Spagna e il 18 ottobre 1986 è stato distribuito in Giappone.